# Quận Goliad, Texas
Quận Goliad (tiếng Anh: Goliad County) là một quận trong tiểu bang Texas, Hoa Kỳ. Quận lỵ đóng ở thành phố Goliad. Theo kết quả điều tra dân số năm  2000 của Cục điều tra dân số Hoa Kỳ, quận có dân số người.
Việc tuyên bố độc lập đầu tiên cho Cộng hòa Texas đã được ký kết tại Goliad ngày 20 tháng 12 năm 1835, mặc dù tuyên bố chính thức được đưa ra bởi Công ước 1836 tại Washington-on-the-Brazos. Goliad County là địa điểm của hai trận đánh trong cuộc Cách mạng Texas. Trận Goliad là một cuộc đánh nhau nhỏ trong chiến tranh. Tuy nhiên, trận đánh tiếp theo của Coleto là một cuộc chiến quan trọng kết thúc vào ngày 27 tháng 3 năm 1836. Đại tá James Fannin và các chiến binh Texas của ông ta bị quân đội Mexico thực hiện dưới sự chỉ huy của Tướng Antonio López de Santa Anna, thảm sát Goliad. Sự kiện này đã dẫn đến trận chiến Cách mạng Texas khóc "Nhớ Alamo! Hãy nhớ Goliad!" Mặc dù nhiều người nhớ đến Alamo ngày nay, nhưng ít ai nhớ Goliad. Khu vực thảm sát nằm gần Presidio la Bahia, phía nam thị trấn Goliad.